# Dragon Quest: Abel Yuusha
 (mars 2020).
Si vous disposez d'ouvrages ou d'articles de référence ou si vous connaissez des sites web de qualité traitant du thème abordé ici, merci de compléter l'article en donnant les références utiles à sa vérifiabilité et en les liant à la section « Notes et références ».
Dragon Quest: Abel Yuusha (ドラゴンクエスト～勇者アベル伝説～ - Dragon Quest ~Yuusha Abel Densetsu~) est une série télévisée d'animation japonaise en 42 épisodes, créée d'après le jeu vidéo Dragon Quest, réalisée par le Studio Comet et diffusée entre avril 1989 et février 1991 sur Fuji TV.

## Synopsis
Dans le monde d'Aliahan, Abel et son amie Tiara partent à l'aventure. Leur périple débouchera sur un face-à-face avec Baramos.

## Distribution
- Masako Katsuki : Tiara
- Tōru Furuya : Abel
- Keaton Yamada : Yanack
- Takeshi Watanabe : Baramos
- Toshiharu Sakurai : Mokomoko
- Yūko Mita : Daisy
- Chie Satou : Abel (jeune)
- Daisuke Gouri : Dodonga
- Hidekatsu Shibata : Moore
- Hirohiko Kakegawa : Ortega (jeune)
- Hiroshi Ōtake : Zanack (première voix)
- Hirotaka Suzuoki : Baharata
- Junko Shimakata : Kaka
- Katsuji Mori : Jikido
- Kenji Utsumi : Ortega
- Miyoko Aoba : Chichi
- Naoki Tatsuta : Zanack (seconde voix)
- Nobutoshi Hayashi : Prince Frank
- Ryō Horikawa : Adonis
- Takeshi Aono : Rudolph
- Tomoko Naka : Sara
- Yumi Tōma : Gome

## Fiche technique
- Réalisation : Katsuhisa Yamada, Rintarō, Takeyuki Kanda
- Character design : Hiroshi Kanazawa d'après des personnages créés par Akira Toriyama
- Musique : Kōichi Sugiyama, Mickie Yoshino

## Épisodes
| Numéro d'épisode | Titre Français                                                      |
| ---------------- | ------------------------------------------------------------------- |
| Level 1          | Séparation au village d'Ariahan                                     |
| Level 2          | Départ pour le château d'Ariahan                                    |
| Level 3          | Le village de Lieb. Cherche la carte                                |
| Level 4          | Daisy. La femme guerrière                                           |
| Level 5          | La légende du dragon. Vers le port de Maira                         |
| Level 6          | La Pierre de Souffle. Allume le feu de l'espoir                     |
| Level 7          | La vie ou la mort !? Fuyons le détroit du Dragon                    |
| Level 8          | Le point faible du Roi des Démons ! Le Mystère de l'éclipse de lune |
| Level 9          | Le village de Ruiida. L'attaque de Gaïm                             |
| Level 10         | Entrainement à Vergin, la ville aquatique                           |
| Level 11         | À la recherche de l'épée blizzard !! L'épreuve de la ville de Neia  |
| Level 12         | Romps la malédiction ! Le triste Général Rudolph                    |
| Level 13         | Vole la Clé du Dragon ! Affrontement à la Tour d'Intimité           |
| Level 14         | La Porte du Détroit ! Le mystère de la Légende du redoutable Dragon |
| Level 15         | L'attaque de la justice ! La revanche d'Ark-démon                   |
| Level 16         | Tremblement !! L'apparition de Zoma, L'empereur des ténèbres        |
| Level 17         | L'étrange créature du château de Doran                              |
| Level 18         | Vers la mer maléfique de l'Ile Fantôme                              |
| Level 19         | Retour au château de Doran. La conspiration de Jikido               |
| Level 20         | Les héros de la légende : un nouveau départ                         |
| Level 21         | Le bazar des Ténèbres. Cherchez les armes des héros !               |
| Level 22         | Au bout du désert. Les étranges ruines de la ville de Domdora       |
| Level 23         | Dépêche-toi Abel !! Tiara est toute proche                          |
| Level 24         | Réveille-toi Tiara ! En tant que prêtresse de l'orbe rouge          |
| Level 25         | Yin ou Yang ? La résurrection du Dragon Légendaire                  |
| Level 26         | Dresse-toi devant le dragon, Abel ! Enferme-le !!                   |
| Level 27         | Au secours d'Abel ! Combat à mort à la montagne du vent !!          |
| Level 28         | La résurrection d'Abel. Gronde ! Epée du Tonnerre                   |
| Level 29         | Le casque maudit. Ortega, le mystérieux guerrier                    |
| Level 30         | A la poursuite du Dragon. Retour à Ariahan                          |
| Level 31         | Combat féroce !! Abel contre Ortega. Une vérité inattendue !!       |
| Level 32         | Faites honneur au grand héros Abel !!                               |
| Level 33         | Ami ou ennemi !? Adonis, le beau et mystérieux guerrier             |
| Level 34         | Reviens à la vie !! Le Phénix Ramia                                 |
| Level 35         | Apparition !! L'Île flottante dans le ciel                          |
| Level 36         | Le temple bleu. Abel, prends l'épée sacrée !!                       |
| Level 37         | Attaque surprise ! La bataille du château d'Estark.                 |
| Level 38         | Le dragon légendaire se trouve à Ariahan !?                         |
| Level 39         | Le mystère du lac du dieu dragon !?                                 |
| Level 40         | Le dragon en colère VS Super Baramos.                               |
| Level 41         | La naissance du grand héros !! Le miracle des orbes bleue et rouge  |
| Level 42         | Le combat final !! Abel VS Baramos.                                 |

## Commentaires
- Cet anime se déroule dans l'univers décrit dans les trois premiers jeux Dragon Quest. Un autre anime sur le jeu sera produit à la suite de celui-ci : Fly.